# Florentine Soki
Florentine Soki é uma política congolesa.
De 1985 a 1987, Soki serviu como Ministra dos Assuntos Sociais e da Mulher do Zaire.
Soki é a Directora Geral do Fundo para a Promoção da Educação Nacional.